# 松尾太加志
松尾 太加志（まつお たかし、1958年1月15日 - ）は、日本の心理学・教育工学の研究者。教育者。心理学博士（九州大学にて取得）。北九州市立大学学長などを務めた。

## 略歴・人物
1958年、福岡県福岡市生まれ。福岡県立修猷館高等学校卒業。1980年、九州大学文学部心理学卒業。1988年、同大学大学院文学研究科博士後期課程単位取得退学。同大学にて心理学博士。1989年早稲田電子専門学校福岡校講師を経て、1990年佐賀女子短期大学講師、1993年北九州大学(現・北九州市立大学)文学部助教授、2002年10月同大学文学部教授、2004年同大学同学部人間関係学科主任（評議員）、2005年同大学同学科長、2008年同大学文学部長。2013年4月から同大学副学長・理事兼評価室長及び図書館長。2017年4月同大学学長に就任。2023年3月に学長を退任した。
- 専門は人とコンピューターの関係。研究分野は、心理学・実験心理学[3]。

- 所属学会は、医療の質・安全学会、日本心理学会、日本人間工学会、日本認知科学会、日本生理心理学会、ヒューマンインタフェース学会、日本グループダイナミックス学会、日本情報ディレクトリ学会、日本認知心理学会。

## エピソード
趣味は読書、プログラミングである。

## 書籍
- 『誰も教えてくれなかった因子分析：数式が絶対に出てこない因子分析入門』（共著：中村知靖、北大路書房、2002年、ISBN 9784762822513）
- 『コミュニケーションの心理学：現地心理学、社会心理学、認知工学からのアプローチ』（ナカニシヤ出版、1999年、ISBN 9784888484640[4]